# Арутюнов, Роман Сергеевич
Рома́н Серге́евич Арутю́нов (арм. Ռոման  Հարությունով), (родился 5 ноября 1934, село Маралян,  Мардакертский район, НКАО Азербайджанская ССР) — советский военачальник, генерал-майор (1976).

## Биография
Родился 5 ноября 1934 в с. Маралян Агдеринского района, Нагорный Карабах, Азербайджанская ССР.
В 1958 заканчивает Бакинское высшее общевойсковое командное училище. В 1960 году назначен заместителем и через два года командиром стрелковой роты в г. Грозном.
С 1967 года — заместитель начальника учебного отделения, а затем — начальник штаба танкового полка мотострелковой дивизии. С 1969 по 1970 год — начальник оперативного отделения — заместителем начальника штаба дивизии. С 1971 года — командир мотострелкового полка этой же дивизии (досрочно присваивается воинское звание подполковник). В 1973 году назначен начальником штаба этой же дивизии.

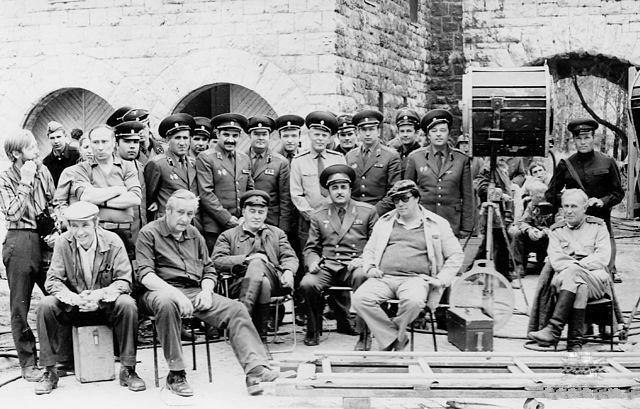
Генерал-майор Арутюнов (сидит в центре), офицеры 39-й гв мсд и съемочная группа фильма «Фронт в тылу врага» (актёры В. Тихонов, И. Лапиков). Ордруф, 1980 год

С 1974 по 1979 год — командир учебной мотострелковой дивизии (город Ковров, Московский военный округ). 28 октября 1976 года присвоено очередное воинское звание генерал-майор.
С 1979 года — заместитель командующего 8-й гвардейской общевойсковой армией по боевой подготовке — член военного совета армии (Группа советских войск в Германии).
С 1984 года — заместитель начальника Управления боевой подготовки Московского военного округа.
С 1986 года — начальник Высших Центральных офицерских курсов по подготовке и повышению квалификации руководящего состава Гражданской обороны (ныне — Академия гражданской защиты МЧС России).
В отставке с 1990 года. Живёт в Москве, является председателем исполкома Московской армянской общины.

## Награды
- Орден Красной Звезды (14 мая 1970).
- Орден «За службу Родине в ВС СССР» III степени — за успехи, достигнутые в воинской службе.
- Орден Красной Звезды (1985).
- Медали СССР.